# 内浦湾
座標: 北緯42度20分 東経140度35分 / 北緯42.333度 東経140.583度

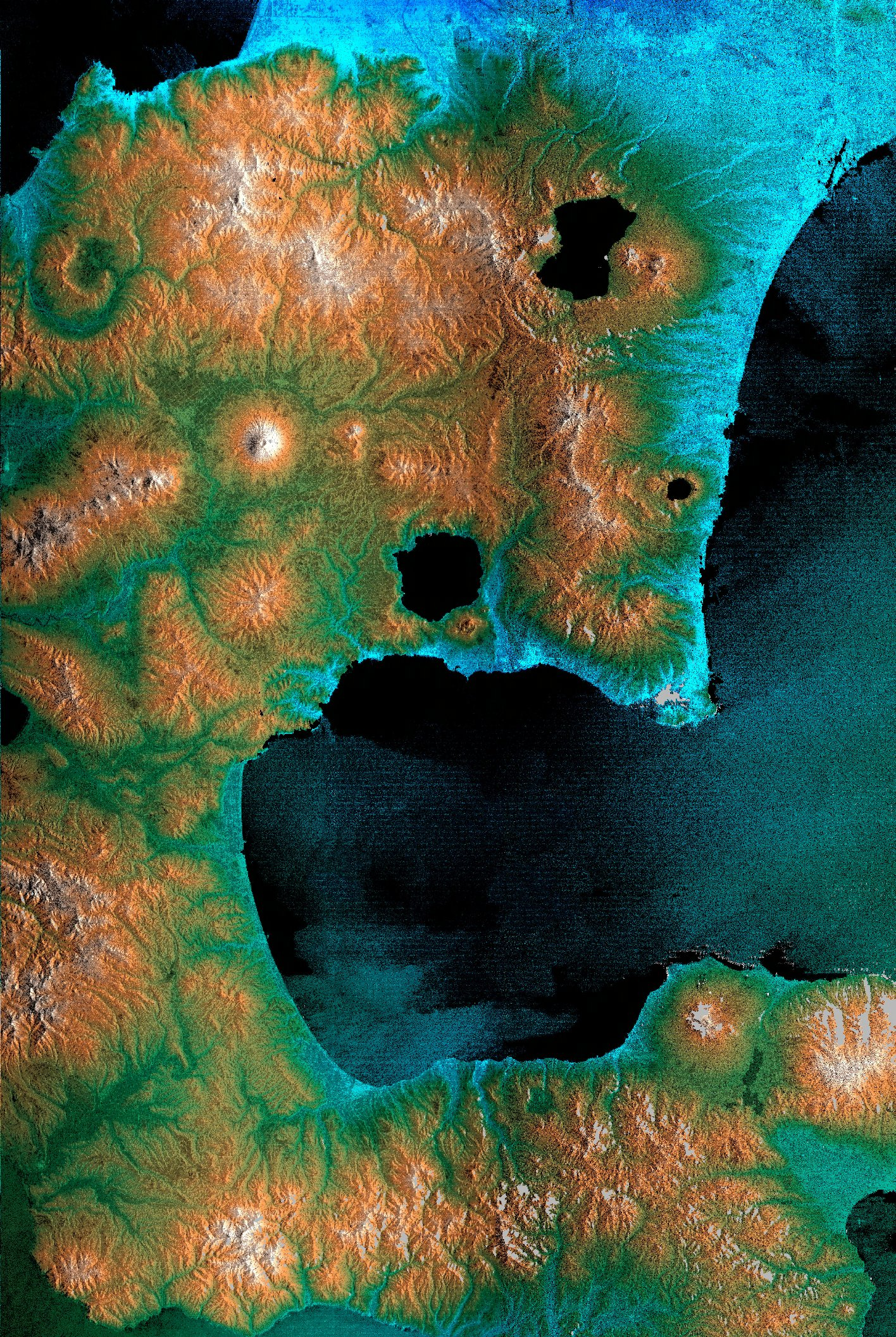
スペースシャトルからのレーダーイメージ

内浦湾（うちうらわん）は、北海道の南西部と渡島半島によって、北と西と南の三方を囲まれた湾である。北海道では「噴火湾」あるいは「胆振湾」とも呼称される。

## 名称
国土地理院による名称は「内浦湾」で、北海道で呼称される「噴火湾」には「噴火」という言葉が使われるが、この湾の沿岸部に火山が多いものの、湾自体が噴火により形成された海域ではないと考えられている。内浦湾には陥没量に見合うだけの火山噴出物が周囲に分布せず、カルデラ噴火などで形成されたくぼ地に海水が進入してできた湾ではないとされる。
「噴火湾」という呼称は、1796年（寛政8年）に当地を訪れた英国の調査スループプロビデンス号のブロートン海尉が、周囲を取り囲む北海道駒ヶ岳や有珠山など3つの火山を見て「Volcano Bay」と語ったことに由来するといわれる。

## 地理
室蘭市のチキウ岬と茅部郡森町（旧砂原町）砂埼を結ぶ線及び渡島半島の基部東岸の陸岸に囲まれた円形の海域である。面積は2485km2、湾内最大水深は107m、閉鎖度指標1.90である。
春には北から冷たい水（親潮）が流入し、秋冬には南から温かい水（津軽暖流水や対馬暖流）が津軽海峡から流入するため、夏と冬共に気温や気候が安定している。また、冬には長流川、遊楽部川、貫気別川、長万部川などの川から、通常期の約3倍もの水が流入する。底質は湾口部以外のほとんどシルト。
湾口の長さは約30.2kmであり、ここをショートカットできると、現在湾の北側沿岸を通っている道央自動車道や室蘭本線などの道路・線路に比べ大幅に距離を短縮できる上に、有珠山・駒ヶ岳などの噴火の影響を回避しやすくなることから、札幌市など道央地域と函館市など道南地域の間の交流活性化につながるとして、一部の識者により沈埋トンネルまたは橋の建設について提案された。

## 自然環境

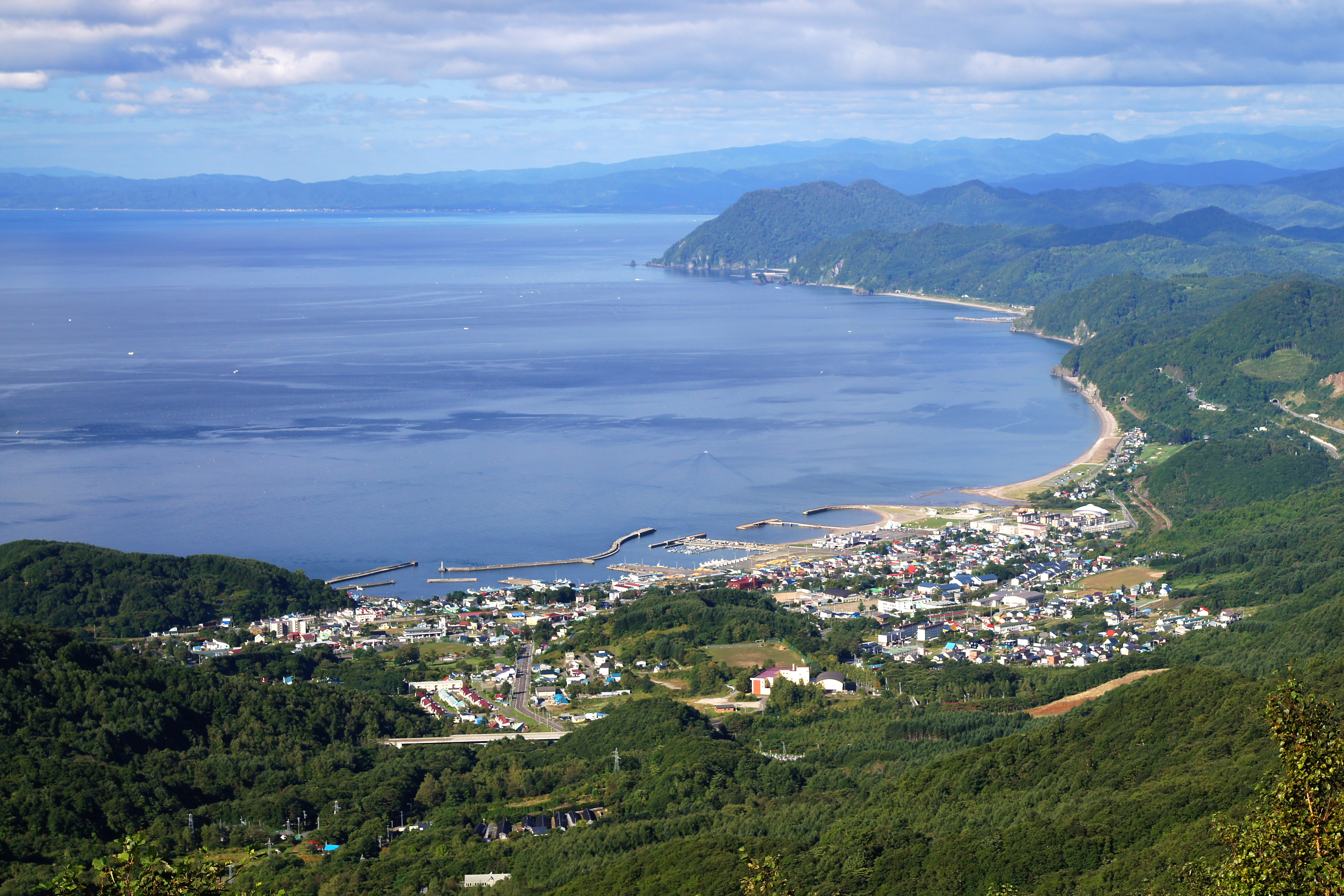
豊浦町と噴火湾。

同湾における水棲生物の生息状況や生息環境は、毎年の夏から秋に貧酸素状態になるとされる底層水に左右される。藻場は岩礁部に多く形成されている。
亜寒帯性から暖海性までの多様な魚類が分布しており、本湾はオクカジカの分布の南限である。漁業資源としてサケ、イカ、スケトウダラ、カレイなどがよく獲れるほか、ホタテガイやウバガイの養殖やウニやアワビの放流も盛んである。また、稀にフグが水揚げされることもある。
一帯は多数の野鳥に利用されており、コクガンやハヤブサやオジロワシなども見られるなどバードウォッチングに適した地域でもある。
かつては「（湾に多数のクジラが遊泳する光景をして）まるで絵を見ているようだ」と言われた程に多数のクジラが湾内に回遊しており、古来にはアイヌ（内浦アイヌ）によって沿岸部にて寄り鯨の利用などが行われ（アイヌは積極的な捕鯨を行っていなかった可能性も存在する）、近代でも室蘭では昭和時代まで商業捕鯨も行われており、室蘭八幡宮の建立や同市のマスコットの「くじらん」などもクジラに由来している。
現在では古式捕鯨や商業捕鯨の主対象であった中・大型のヒゲクジラ類はほとんど見れないが、カマイルカやイシイルカやネズミイルカがホエールウォッチングで度々目撃される他、ミンククジラやコビレゴンドウやシャチなどの中型種やキタオットセイなどが見られることもある。一方で、ミンククジラなど近年ではホエールウォッチングにおいても見られなくなりつつある種類も複数が存在し、現在ではカマイルカのみが観察の中心対象となっている。
また、考古学上の記録からニホンアシカも沿岸部に棲息していた可能性もあり、現在でもトドやアザラシなどのキタオットセイ以外の鰭脚類が見られることもある。
チキウ岬等の沿岸部には緑地や森林などが点在し、野鳥やキタキツネやエゾシカなどの哺乳類、エゾサンショウウオなどが生息している。チキウ岬の一帯は「トッカリショ自然景観保護区」と「地球岬鳥獣保護区」に指定されている。

## 自治体
湾岸部に位置する市町村を南から時計回りで列挙する。
- 茅部郡森町
- 二海郡八雲町
- 山越郡長万部町
- 虻田郡豊浦町
- 虻田郡洞爺湖町
- 伊達市
- 室蘭市

## 湾岸部の交通
- 函館本線渡島沼尻駅 - 長万部駅 - 室蘭本線崎守駅
- 国道5号 - 長万部町 - 国道37号
- 道央自動車道（森IC - 室蘭IC）

## 関連画像
- 長万部海岸の夜明け
- 八雲町から見た北海道駒ヶ岳
- 大黒島
- 室蘭市と羊蹄山